# Can Berenguer (Caldes de Montbui)
Can Berenguer és un edifici modernista de Caldes de Montbui (Vallès Oriental) protegit com a bé cultural d'interès local.

## Descripció
És una casa unifamiliar entre mitgeres de planta baixa i dos pisos. L'edifici té una estructura de parets de càrrega, amb els forjats unidireccionals de biguetes. La coberta és inclinada, formada per teules aràbigues, i amagada pel remat de l'edifici a manera de barana o ampit amb formes corbes d'inspiració modernista.
A la façana hi ha un clar ordre, tant vertical com horitzontal, en la disposició i en el tipus de forats. Aquesta es compon mitjançant dos eixos verticals d'ordenació. És fonamentalment simètrica respecte un eix central. Sols la incorporació d'una nova porta o l'engrandiment de l'existent en la planta baixa, fa trencar aquesta disposició tan acurada. La façana té un clar component vertical. Hi ha una disminució de les obertures segons l'alçada.
Aquests tenen proporcions verticals i són de semblants característiques segons les plantes. L'alçat presenta unes franges de composició, tant verticals com horitzontals, que divideixen l'alçat verticalment en dos i horitzontalment segons els forjats. L'acabat de la façana és un estucat imitant la pedra picada.
Cal destacar principalment l'original remat de l'edifici d'inspiració modernista, les franges i peces de ceràmica de decoració de la façana i les baranes dels balcons de ferro forjat de la primera i la segona planta.

## Història
La casa fou fundada possiblement l'any 1870. Antigament formava part de la casa pairal dels Sentmenat, i es va cremar quasi en la seva totalitat. L'any 1909 en Berenguer va comprar-la als antics propietaris. Cap al 1920 es va realitzar la nova façana d'estil modernista que s'ha conservat fins ara.
Se situa al mig del nucli antic de la vila, en el carrer d'en Bellit, quasi al davant de l'antiga Plaça de Sant Bartomeu. El carrer d'en Bellit apareix documentat l'any 1480 i 1486. Unia la Plaça de Sant Bartomeu amb el carrer Major o carretera de Caldes a Sant Feliu de Codines per un cantó, i per l'altre amb el carrer de Vic i la Plaça del Lleó. Es creu que la part baixa del carrer havia portat anteriorment el nom de carrer d'Oliver, ja que en aquell indret hi havia l'hostal d'Oliver, actual Casa Flaqué. El carrer tenia sortida a l'exterior de la muralla pel portal d'en Bellit.